# Mesoleptidea sylvatica
Mesoleptidea sylvatica là một loài tò vò trong họ Ichneumonidae.